# Взяток

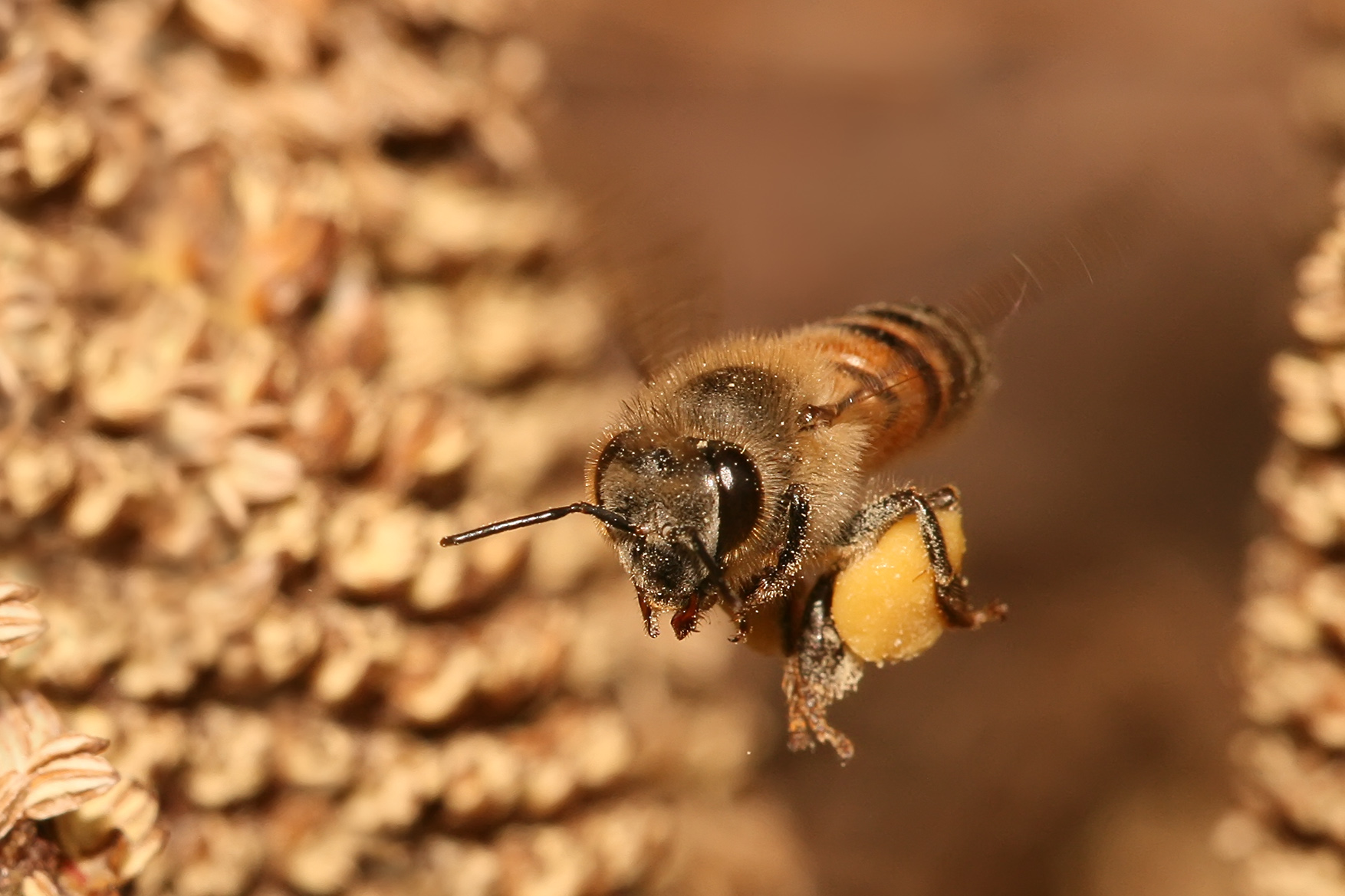
Медоносная пчела со взятком пыльцы

Взя́ток — количество нектара и пыльцы, собираемое пчелиной семьёй за определённый период времени. В более широком значении к взятку также относят прополис и воду.
В некоторых местностях летом так называемый большой, или главный, взяток пчёлы собирают несколько раз (рапс, акация, липа, подсолнух, например, или луговое разнотравье). Главный взяток продолжается от нескольких дней до двух месяцев, и в это время пчёлы собирают в улей ежедневно от 1 до 12 кг нектара и даже больше, поэтому во время короткого взятка требуется большое количество пустых рамок с сушью (отстроенные пчёлами соты), чтобы пчёлы могли на 25-50 % от объёма ячеек в сотах заливать в них свежий нектар, который они впоследствии будут выпаривать и сгущать до влажности менее 21 % (обычно 16-18 %). Сахаристые вещества в нектаре, из которого пчёлы готовят мёд, они приносят в своём так называемом медовом желудке (зобике) (см. Пчёлы), а будущую пергу в виде продолговатых комочков разного цвета, разного размера и разной плотности помещают в покрытые волосками ложбинки задних ног. Видимая ноша пчёл на их задних ножках называется пыльцой или обножкой. По цвету обножки можно определить, с каких растений идёт сбор пыльцы. Перга — это смесь свежей пыльцы и нектара, которые 2-3 недели в ячейках пчелиных восковых сотов бродят в присутствии бактерий (обычно молочнокислых), оболочки клеток пыльцы при этом значительно размягчаются и такой корм используется пчёлами для кормления личинок (обычно в конце зимы и весной), из которых развиваются рабочие пчёлы. Маток и трутней пчёлы пергой не кормят, а используют для этого маточное молочко, вырабатываемое специальными железами рабочих пчёл.